# Evgenii Koreşkov
Pour les articles homonymes, voir Korechkov.
Evgenii Guennadevitş Koreşkov - en russe : Евгений Геннадьевич Корешков Ievgueni Guennadievitch Korechkov, et en anglais : Evgeny Koreshkov (né le 11 mars 1970 à Öskemen en République socialiste soviétique kazakhe) est un joueur professionnel kazakh de hockey sur glace devenu entraîneur. Ses frères Aleksandr Koreşkov et Igor Koreşkov ont également été joueurs professionnels.

## Carrière de joueur
Formé au Torpedo Oust-Kamenogorsk, il débute avec le Lada Togliatti dans l'élite russe en 1991. En 1994, il signe avec son frère Aleksandr au Metallourg Magnitogorsk. Il remporte la Superliga à deux reprises en 1999 et 2001 ainsi que la Ligue européenne de hockey en 1999 et 2000. En 2004, il porte les couleurs du Severstal Tcherepovets, du Sibir Novossibirsk puis du Metchel Tcheliabinsk en Vyschaïa Liga. En 2005, il retourne au Kazzinc-Torpedo Oust-Kamenogorsk. Il met un terme à sa carrière en 2007 après une saison dans la LNB avec le HC Martigny.

## Carrière internationale
Il a représenté l'équipe du Kazakhstan de 1993 à 2007. Il a participé aux Jeux olympiques de 1998 à Nagano et de 2006 à Turin.

## Trophées et honneurs personnels
- Superliga
  - 1995 : nommé dans la meilleure ligne.
  - 1997 : nommé meilleur joueur.
  - 1997 : nommé dans l'équipe type.
  - 1999 : nommé dans la meilleure ligne.
  - 1995 : meilleur pointeur.
  - 1999 : nommé meilleur joueur.
  - 1999 : nommé dans l'équipe type.
  - 2000 : nommé dans l'équipe type.
  - 2001 : nommé dans la meilleure ligne.
  - 2002 : participe au Match des étoiles avec l'équipe est.
  - 2004 : participe au Match des étoiles avec l'équipe est.
- Championnat du monde
  - 1994 : meilleur pointeur du mondial C.
  - 1994 : meilleur passeur du mondial C.
- Molodiojnaïa Hokkeïnaïa Liga
  - 2010 : remporte le Trophée Vladimir Iourzinov.
  - 2011 : nommé entraîneur de l'équipe Est lors du Match des étoiles.

## Statistiques

### En club
| Saison    | Équipe                   | Ligue         |    | Saison régulière | Saison régulière | Saison régulière | Saison régulière | Saison régulière |    | Séries éliminatoires | Séries éliminatoires | Séries éliminatoires | Séries éliminatoires | Séries éliminatoires |
| Saison    | Équipe                   | Ligue         | PJ | B                | A                | Pts              | Pun              | PJ               | B  | A                    | Pts                  | Pun                  |                      |                      |
| 1987-1988 | Bouran Voronej           | Vyschaïa Liga | 65 | 13               | 7                | 20               | 12               |                  |    |                      |                      |                      |                      |                      |
| 1991-1992 | Lada Togliatti           | Superliga     | 27 | 7                | 5                | 12               | 14               |                  |    |                      |                      |                      |                      |                      |
| 1992-1993 | Torpedo Oust-Kamenogorsk | Superliga     | 38 | 18               | 16               | 34               | 25               |                  |    |                      |                      |                      |                      |                      |
| 1993-1994 | Torpedo Oust-Kamenogorsk | Superliga     | 43 | 25               | 12               | 37               | 28               |                  |    |                      |                      |                      |                      |                      |
| 1994-1995 | Metallourg Magnitogorsk  | Superliga     | 51 | 33               | 20               | 53               | 32               | --               | -- | --                   | --                   | --                   |                      |                      |
| 1995-1996 | Metallourg Magnitogorsk  | Superliga     | 50 | 19               | 10               | 29               | 26               |                  |    |                      |                      |                      |                      |                      |
| 1996-1997 | Metallourg Magnitogorsk  | Superliga     | 44 | 17               | 14               | 31               | 48               |                  |    |                      |                      |                      |                      |                      |
| 1997-1998 | Metallourg Magnitogorsk  | Superliga     | 40 | 12               | 22               | 34               | 42               |                  |    |                      |                      |                      |                      |                      |
| 1998-1999 | Metallourg Magnitogorsk  | Superliga     | 40 | 25               | 18               | 43               | 46               | 15               | 4  | 9                    | 13                   | 10                   |                      |                      |
| 1999-2000 | Metallourg Magnitogorsk  | Superliga     | 36 | 17               | 17               | 34               | 67               |                  |    |                      |                      |                      |                      |                      |
| 2000-2001 | Metallourg Magnitogorsk  | Superliga     | 40 | 15               | 15               | 30               | 36               |                  |    |                      |                      |                      |                      |                      |
| 2001-2002 | Metallourg Magnitogorsk  | Superliga     | 49 | 19               | 18               | 37               | 38               |                  |    |                      |                      |                      |                      |                      |
| 2002-2003 | Metallourg Magnitogorsk  | Superliga     | 51 | 12               | 10               | 22               | 48               | 3                | 1  | 0                    | 1                    | 2                    |                      |                      |
| 2003-2004 | Metallourg Magnitogorsk  | Superliga     | 55 | 9                | 28               | 37               | 26               | 14               | 2  | 3                    | 5                    | 20                   |                      |                      |
| 2004-2005 | Sibir Novossibirsk       | Superliga     | 31 | 4                | 4                | 8                | 26               | --               | -- | --                   | --                   | --                   |                      |                      |
| 2004-2005 | Severstal Tcherepovets   | Superliga     | 11 | 2                | 2                | 4                | 8                | --               | -- | --                   | --                   | --                   |                      |                      |
| 2004-2005 | Metchel Tcheliabinsk     | Vyschaïa Liga | 4  | 1                | 4                | 5                | 0                | 4                | 0  | 1                    | 1                    | 0                    |                      |                      |
| 2005-2006 | Torpedo Oust-Kamenogorsk | Vyschaïa Liga | 37 | 16               | 23               | 39               | 36               |                  |    |                      |                      |                      |                      |                      |
| 2005-2006 | Torpedo Oust-Kamenogorsk | Kazakhstan    | 18 | 3                | 3                | 6                | 20               |                  |    |                      |                      |                      |                      |                      |
| 2006-2007 | HC Martigny              | LNB           | 42 | 21               | 31               | 52               | 60               |                  |    |                      |                      |                      |                      |                      |